# ユリウス・フォン・エーレン
ユリウス・フォン・エーレン（Julius von Ehren, 1864年8月23日 - 1944年11月8日）はドイツの画家である。

## 略歴
現在はハンブルク市の一部であるハンブルク＝アルトナで生まれた。17世紀からエルベ川で漁師をしてきた家系で、父親は帆作りの職人であった。奨学金を得て、1886年からワイマールの美術学校でレオポルト・フォン・カルクロイトに学んだ。一緒に学んだ画家にはモールブッター(Alfred Mohrbutter)やヘックナー(Rudolf Höckner)がいた。1891年からミュンヘン美術院に移った。1893年からハンブルクで画家として活動した。ニーダーエルベ(Niederelbe)地域で修行し、ハンブルクの画家、トーマス・ヘルプストと農民の生活などを描いた。室内画を描くことも多かったが、村の風景や人物画も描いた。鴨を描いた絵も好まれた。1897年にハンブルク芸術家クラブ(Hamburgischer Künstlerklub)の創立メンバーとなった。ハンブルク芸術家協会(Hamburger Künstlerverein von 1832)やドイツ画家協会（Deutscher Künstlerbund）の会員でもあった。
コペンハーゲンや、ハンブルク美術館館長アルフレート・リヒトヴァルクやハンブルクの画家たちとパリも訪れた。1899年にドレスデンで開かれたドイツ美術展(Deutschen Kunstausstellung)で金賞を受賞した。1901年に「ベルリン分離派」のメンバーになった。1910年頃から、展覧会への出展が少なくなり、絵も売れなくなった。

## 作品

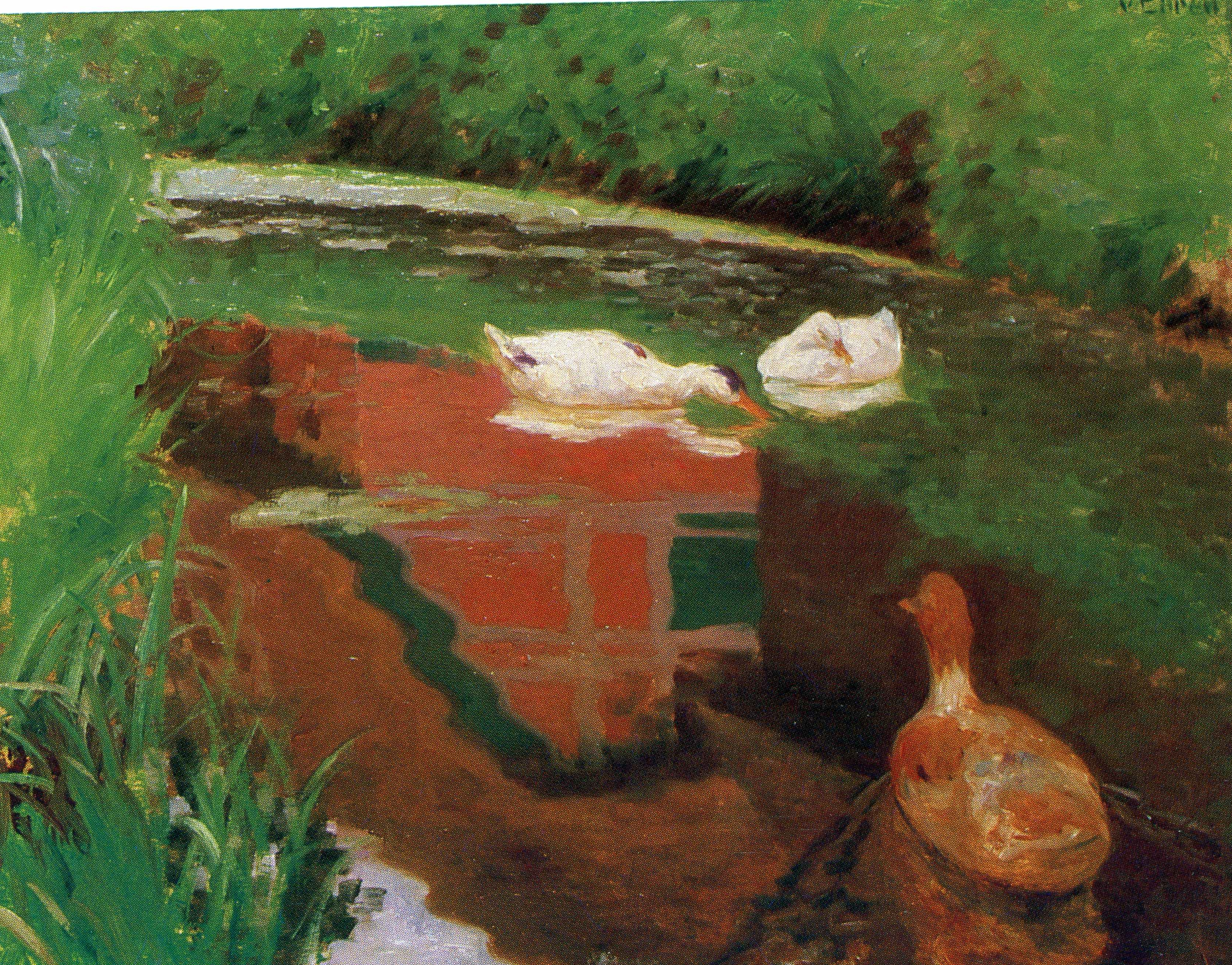
「鴨」(c.1899)
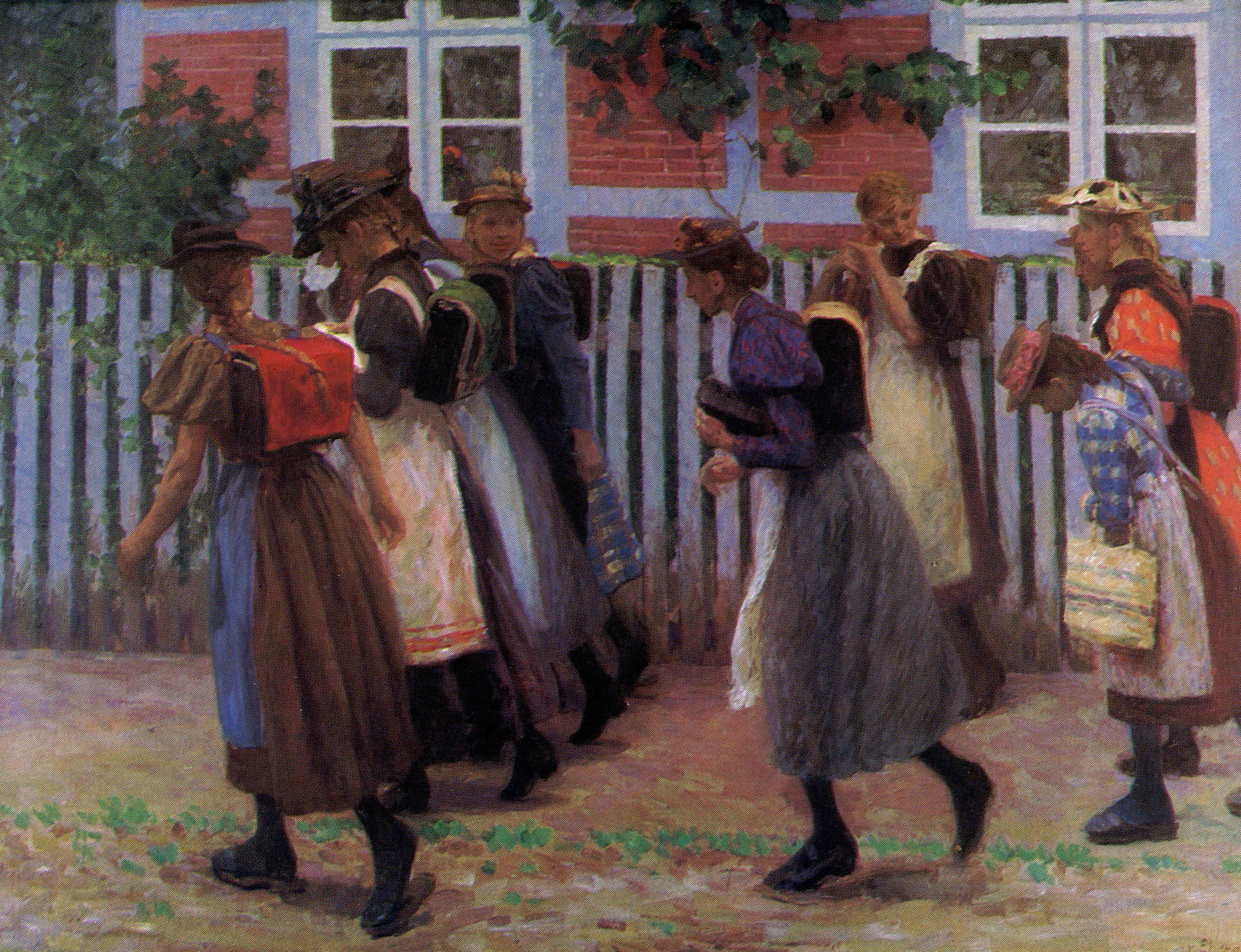
「学童」(1899)
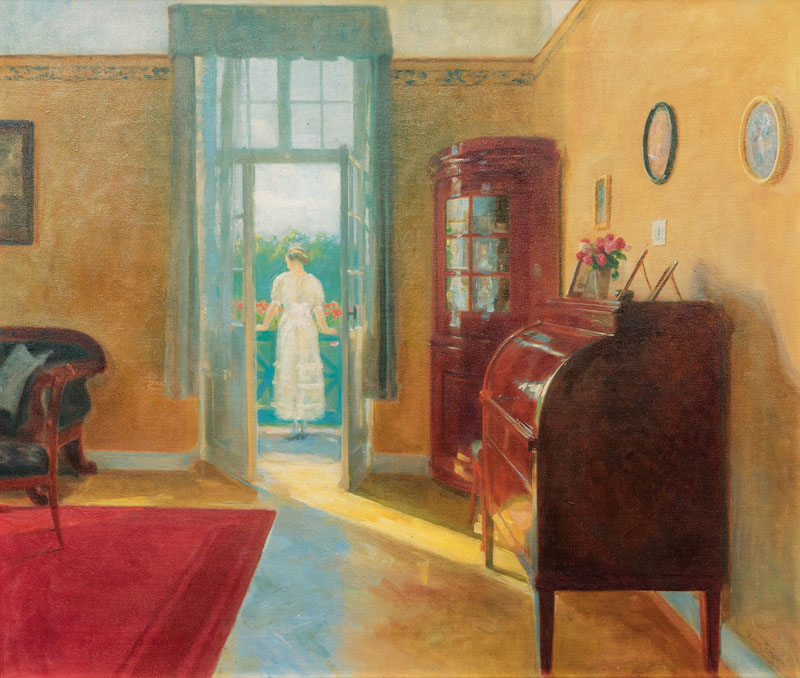
「バルコニー」(1900)
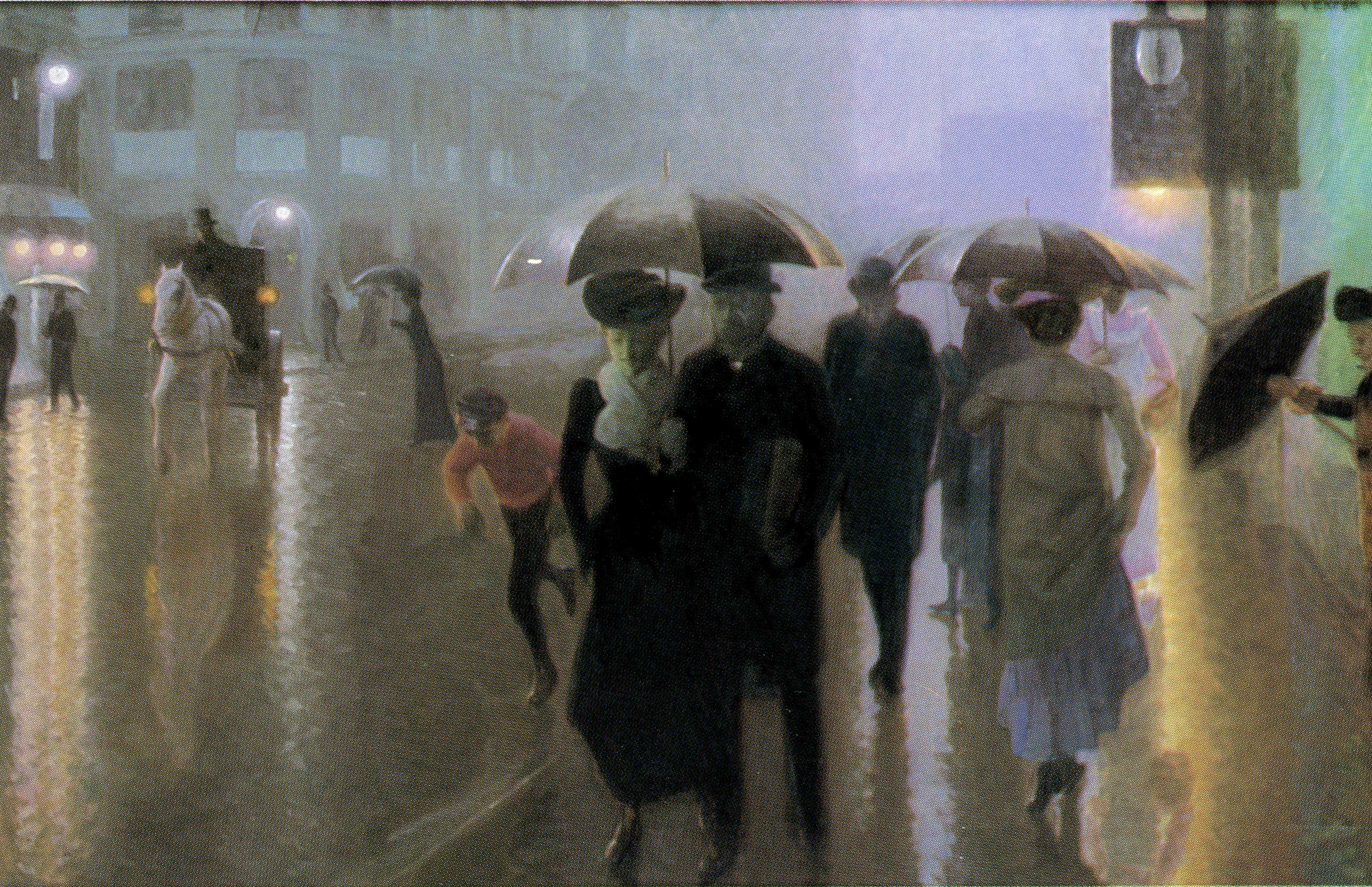
「雨天の中の人物」(c.1907)
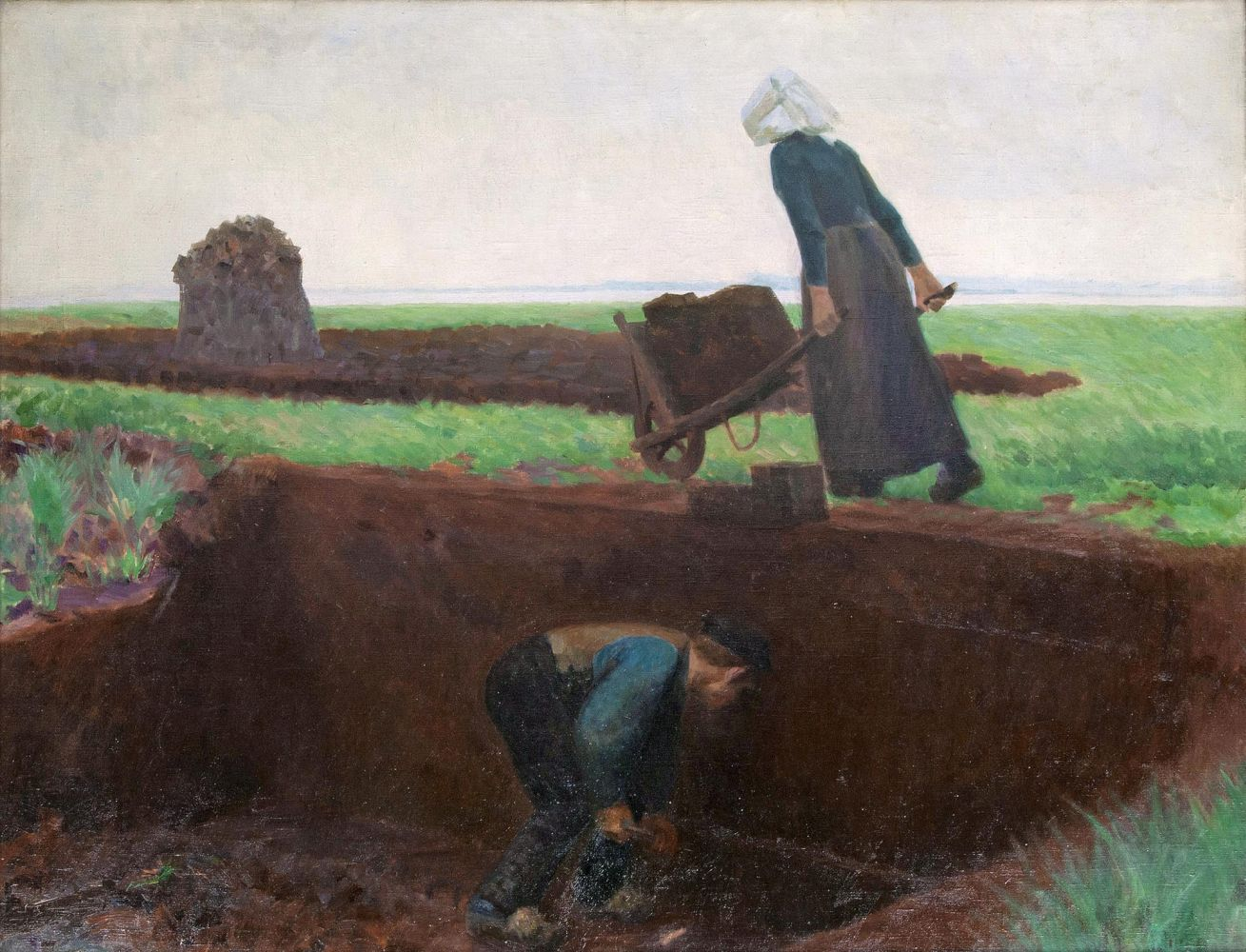
(1908)
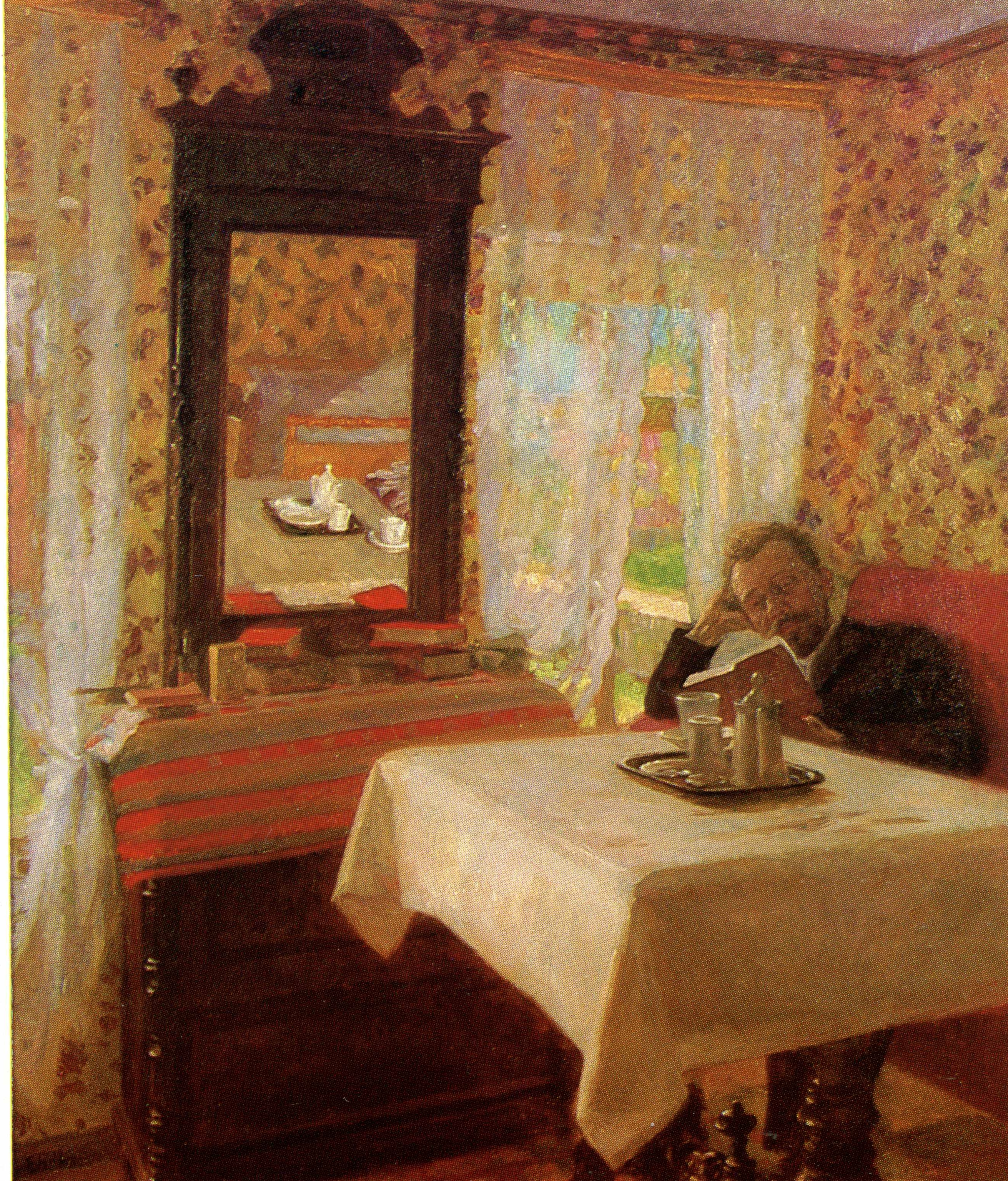
「自画像」